# Santuario de la Cueva Santa (Altura)
El santuario de la Cueva Santa, ubicado en el término municipal de Altura (provincia de Castellón, España), forma parte de uno de los más emblemáticos símbolos tradicionales, culturales, históricos y religiosos del Arciprestazgo de Segorbe, al cual pertenece Altura, y de la Comunidad Valenciana, se encuentra situado en las laderas septentrionales de la Sierra de Calderona, a 12 km de la capital municipal, junto a la carretera CV-245 que enlaza a Altura con Alcublas (Valencia).
Alberga en su interior una advocación mariana con el título de Virgen de la Cueva Santa, patrona de la Diócesis de Segorbe-Castellón, de Beniarrés, de Santa María de Dota (Costa Rica), de Piacoa (Venezuela), de Bochalema (Colombia) y de los espeleólogos.
Se le atribuyen numerosos milagros, entre los que se encuentra el afloramiento del manantial del Berro de la Villa de Altura.

## Ubicación
La cueva se encuentra en la Villa de Altura, situada a 811 m s.n.m. de altitud en las laderas del Montemayor, una de las cimas más altas de la Sierra Calderona, y en ella se apareció en 1516 una virgen a la que se atribuyen numerosos milagros confirmados por la Santa Sede.

## Cueva y capilla

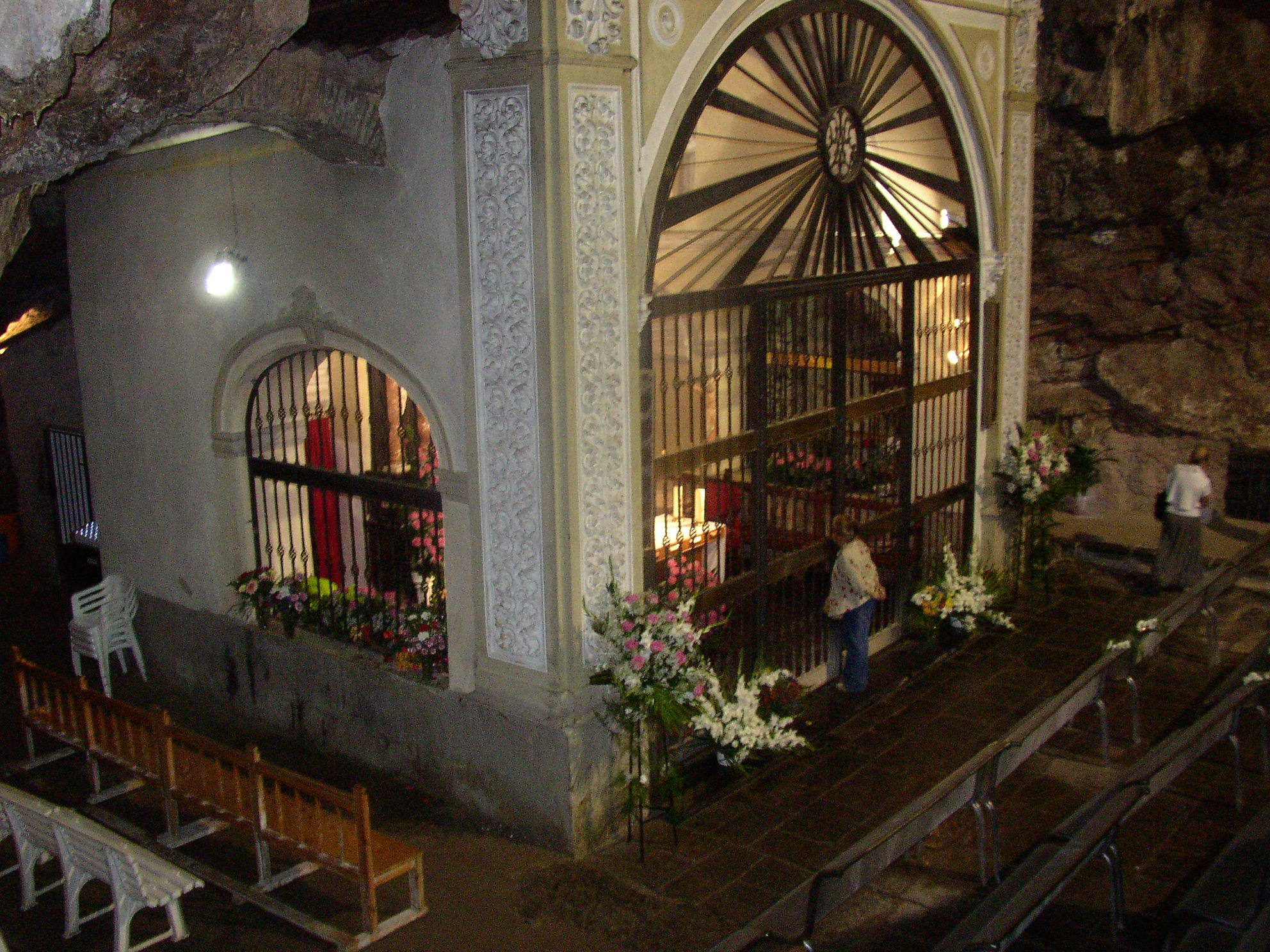
Capilla de la Virgen

Tradicionalmente la cueva era conocida con el nombre de cueva del latonero, vocablo que en el dialecto churro significa almez. Tiene 20 m de profundidad y fue utilizada por los pastores como refugio.

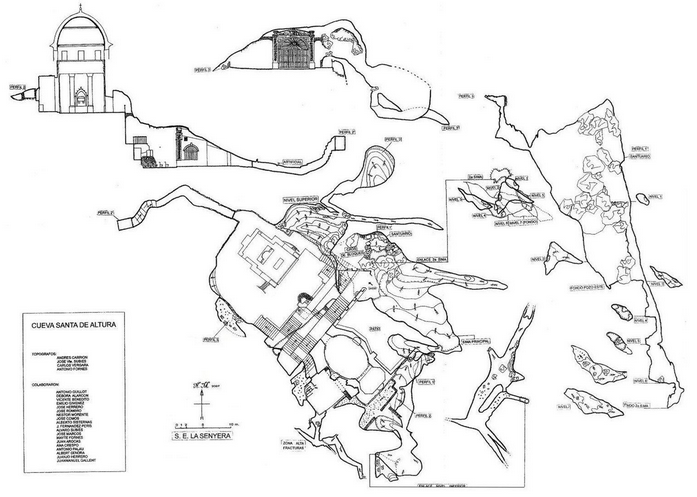
Topografía de la Cueva Santa

Se trata de una cavidad cárstica natural, en cuyo interior se encuentra una profunda sima. Presenta una boca de unos 2 x 3 m que da paso a una escalinata por la que se desciende por el extremo oeste de una sala de unos 30 x 23 x 17 m, en la que se halla el Santuario de la Virgen de la Cueva Santa.
En su extremo este existen dos estancias con un total de unos 15 x 10 m acondicionadas artificialmente. En el extremo sur de éstas aparece una estrecha galería de unos 15 m de recorrido. Volviendo a la sala principal, en el lado noroeste, existe otra galería de unos 15 m de recorrido. En la pared norte de la sala aparece un orificio que da paso a un estrecho laberinto de unos 20 m de recorrido entre sus extremos, que conduce a una fractura muy estrecha y caótica por la que se desciende a una profundidad máxima de unos 80 m. Génesis: Antiguo sumidero con fractura de orientación este-oeste, desarrollado en calizas del Malm.
Desde la entrada que desciende una escalera hasta el recinto donde se halla la capilla de la Virgen, construida en el siglo XVII en la profundidad de la cueva y cerrada por una reja.
En el fondo de la sima se edificó una capilla de gruesos muros de sillería y mampostería. En el interior se conserva un retablo, formado por pedestales y columnas salomónicas de jaspe. Entre ellas se encuentran las imágenes de San Joaquín y Santa Ana en mármol. En el segundo cuerpo del retablo se sitúa una tabla de mármol tallada en relieve, representando a San Joaquín y Santa Ana, que llevan de la mano a la Virgen María.

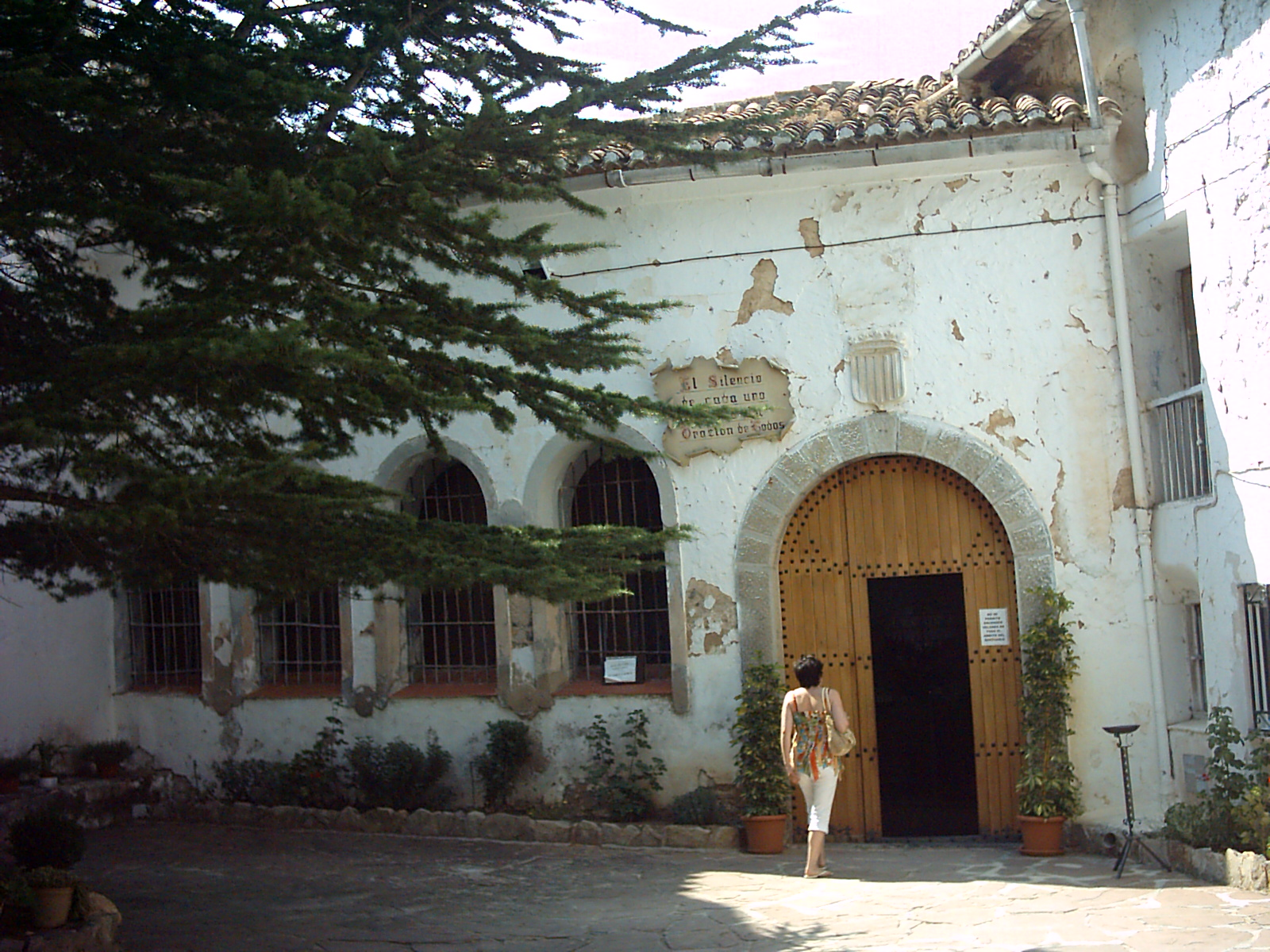
Santuario de la Cueva Santa

En el exterior de la cueva existe una hospedería, que convirtió al lugar destino veraniego de la población de la comarca, y actualmente se encuentra cerrada.

### Exploraciones
La primera exploración espeleológica se efectuó el 7 de marzo de 1954 por miembros del C.E.V. En 1955, a iniciativa de un obrero ceramista de Manises, con motivo de una visita realizada al santuario de Nuestra Señora de la Cueva Santa, se propone que los espeleólogos españoles sean puestos bajo su patronazgo. El Centro Excursionista de Valencia realiza esta empresa, recogiendo el asentimiento de los diversos grupos espeleológicos españoles, remitiéndoselos al Papa Pio XII, celebrándose con tal motivo diversos actos conmemorativos en los días 12 al 14 de agosto de 1955, lo que es concedido posteriormente por el Papa Pablo VI. Con este motivo se realiza una gran exploración en dicha cueva, alcanzándose una profundidad (según los datos de la época) de más de 100 metros.
La segunda exploración se inicia en 2006 con motivo del proyecto de rehabilitación del Santuario, el presidente del Patronato de la Cueva Santa Juan Manuel Gallént, solicita la colaboración de los espeleólogos a través de la Federación de Espeleología de la Comunidad Valenciana, acordando con su presidente Damián Crespo la conveniencia de realizar un amplio estudio subterráneo.
Desde el 30 de junio de 2007 el grupo espeleológico La Senyera, estuvo inmerso en la elaboración de un pormenorizado estudio sin precedentes en torno a una única cavidad sacando a la luz reveladores datos de todo tipo, espeleométricos, biológicos, geológicos y humanos. En total, a lo largo de cuatro años, se realizaron 29 exploraciones de estudio espeleológico: biología, geología, arqueología, planimetría, fotografía etc. En las exploraciones colaboraron un grupo de 22 personas directamente y otro grupo de 15 personas que colaboraron indirectamente.
El 9 de septiembre de 2007 José Vte. Subíes, que, efectuando el levantamiento topográfico, localiza y descubre un amplio conjunto de grabados y pinturas rupestres que jalonan las simas interiores y una pequeña estancia subterranéa que pasa a ser llamada Sala de los Vicarios. En ella se encuentran grabados en las rocas, en total se individualizaron nueve frisos o conjuntos, 85 paneles y 624 grafiti a lo largo del recinto subterráneo.
En febrero de 2010 se realiza la última expedición por parte del grupo La Senyera a la Cueva Santa, dando por concluidas las exploraciones.

### Flora y fauna
El medio subterráneo de la Cueva Santa contiene especies de flora y fauna a pesar de la oscuridad, el grupo de espeleólogos de La Senyera, catalogaron la Cueva con los siguientes parámetros:
- 31 % de Insectos
- 19 % de Arácnidos
- 17 % de Malacostraceos
- 12 % de Diplura
- 11 % de Moluscos
- 9 % de Otros Artrópodos

## Virgen de la Cueva Santa

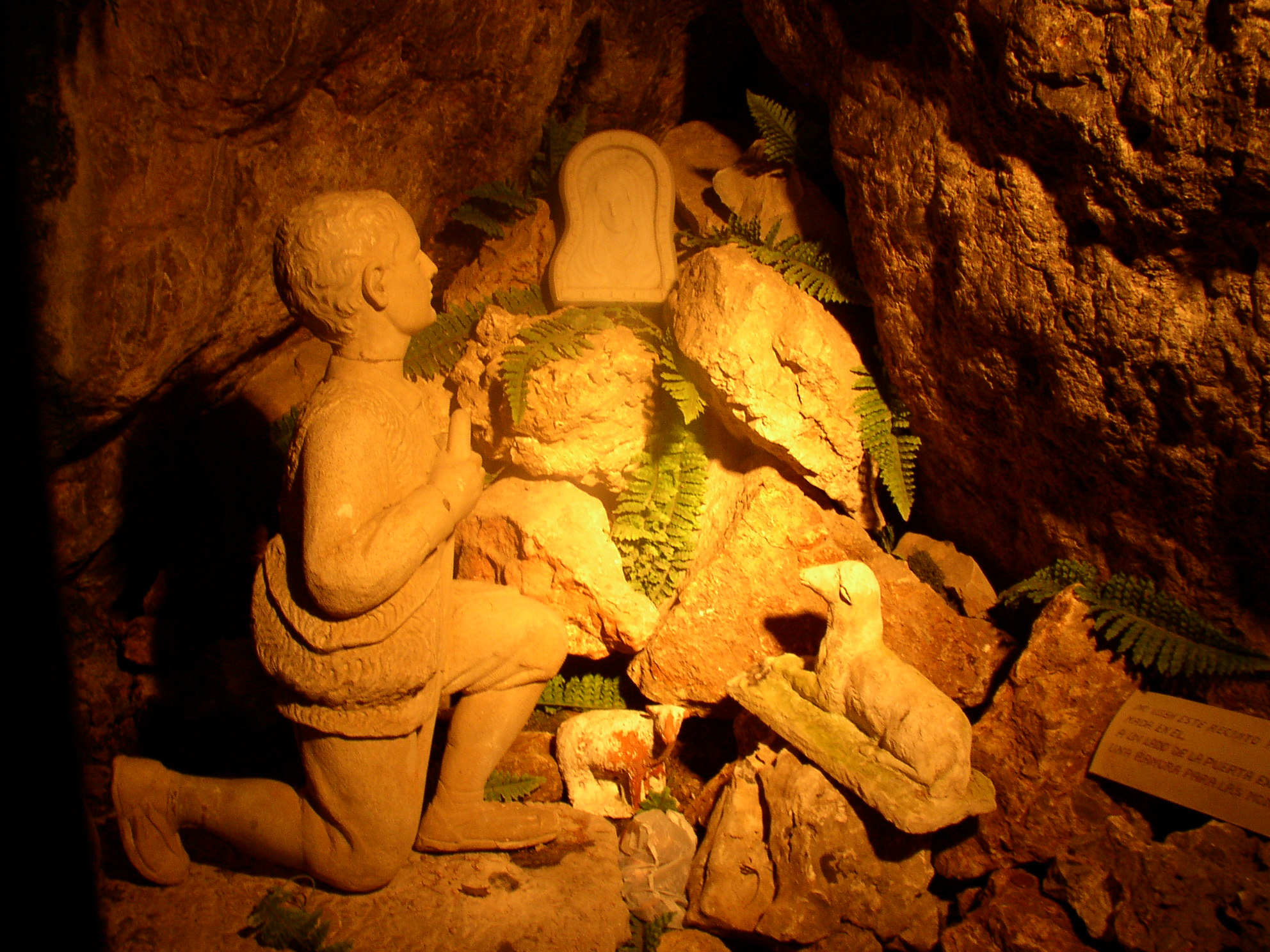
Reproducción del hallazgo de la Virgen

Al igual que otras advocaciones marianas, la Virgen de la Cueva Santa posee su propia leyenda. Ésta, cuenta que uno de los pastores que se refugiaban en la cueva debió dejar en ella una imagen de la virgen, atribuida a Fray Bonifacio Ferrer, prior general de la cercana Cartuja de Vall de Cristo y hermano del dominico San Vicente Ferrer. Un siglo más tarde la virgen se apareció a otro pastor que pasaba la noche en la cueva y le indicó dónde se encontraba la imagen.
La talla, de 20 cm de alto y 10 cm de ancho, es un bajorrelieve de yeso, que muestra una virgen anciana con traje de viuda. Es destacable que a pesar de la humedad existente en la sima la imagen no se haya deteriorado mientras que otros elementos de hierro o madera depositados a su lado sí que lo hayan hecho.
La devoción de la imagen está extendida por toda la comarca del Alto Palancia, a algunas localidades valencianas cercanas como Alcublas y Casinos, y a países como Venezuela y Colombia que veneran con gran fervor la imagen y realizan diversas romerías a lo largo del año. Destaca la romería de Alcublas por el gran número de romeros y la distancia de 24 km a pie que recorren. Otras poblaciones también llevan a cabo peregrinaciones, por ejemplo Bejís, donde los feligreses recorren una distancia a pie de 25 km para escuchar misa y cantar los gozos de la Virgen de la Cueva Santa a su llegada.
En 2006 con motivo del proyecto de rehabilitación del Santuario, el presidente del Patronato de la Cueva Santa Juan Manuel Gallént, solicita la colaboración de los espeleólogos a través de la Federación de Espeleología de la Comunidad Valenciana, acordando con su presidente Damián Crespo la conveniencia de realizar un amplio estudio subterráneo. El Grupo Espeleológico La Senyera de Valencia que desde 2003 realiza estudios sobre cavidades santuario de la Comunidad Valenciana acepta el ofrecimiento y en mayo de 2007 se elabora un proyecto multidisciplinar coordinado por Antonio Fornes con la participación de José Fernández Peris (arqueólogo, Museo Prehistoria), Virginia Barciela González (arqueóloga, Universidad Alicante), Policarp Garay (geólogo, Universidad de Valencia), Andrés Carrión García (ingeniero, Universidad Politécnica Valencia), Albert Sendra (biólogo, Museo Ciencia Naturales), Juan J. Herrero Borgoñón (biólogo, Universidad Valencia), Sara Carretero (historiadora). Dentro del grupo espeleológico La Senyera, los espeleólogos de mayor implicación, serían: Débora Alarcón y Carlos Vergara, con el cometido de grabar y editar el documental de las exploraciones, Vicente Benedito, José Romero, Magdalena Machowska, Elena Elipe, Mayte Fornes, Juan Arocas y Alberto Sisternas responsables de los reportajes fotográficos, Antonio Fornes y Toni Guillot en descriptivo y topografía. Por último mencionar a José Vte. Subíes, que, efectuando el levantamiento topográfico, localiza y descubre el 9 de septiembre de 2007, un amplio conjunto de grabados y pinturas rupestres que jalonan las simas interiores y una pequeña estancia subterranéa que pasa a ser llamada Sala de los Vicarios. El estudio ya finalizado y a punto de publicación ampliará la historia del Santuario de la Cueva Santa.
El 19 de mayo de 2011 fueron robadas la recaudación y la imagen de la patrona que, pese a ser una copia de la década de 1940 tiene un fuerte valor sentimental para los feligreses de la diócesis.
El 22 de enero de 2012 se presentó el Plan Director de Ordenación del Entorno y Restauración del Santuario de la Cueva Santa. Su desarrollo consta de cinco etapas:
- Primera Etapa: Restauración del Santuario, Hospedería, Recepción y nuevos accesos.
- Segunda Etapa: Ordenación del entorno, servicios generales e infraestructuras. Nuevos edificios de acogida y centro de interpretación.
- Tercera Etapa: Ordenación de espacios exteriores de descanso, Camino del Rosario, Vía Crucis y rehabilitación de antiguas construcciones para romeros.
- Cuarta Etapa: Construcción de un espacio exterior para grandes celebraciones. Edificios de servicio anexos al Santuario.
- Quinta Etapa: Construcción de Casa de acogida y Centro de estudios marianos. Ordenación de su entorno inmediato.

### Patronato
La Virgen pertenece a la población de la Altura, siendo la patrona de la Diócesis de Segorbe-Castellón, de Beniarrés, y de los espeleólogos. También es la patrona de Santa María de Dota en Costa Rica, de la población de Piacoa, en el Estado Delta Amacuro (Venezuela), también en Bochalema, pueblo pequeño del Norte de Santander, Colombia, donde se puede apreciar una gran imagen de la Virgen de la Cueva Santa hecha en piedra y un moderno cemento, que guarda una imagen antigua en la capilla que lleva su nombre, así como en Parcona, uno de los distritos más populosos de la región de Ica, Perú.

## Calendario de Romerías
Ordenado por Fechas.
| Población                    | Fecha                                |
| ---------------------------- | ------------------------------------ |
| Altura                       | Último domingo de abril              |
| Alcublas                     | Primer sábado de mayo                |
| Bejís                        | Segundo sábado de agosto             |
| Geldo                        | Primer domingo de mayo               |
| Teresa                       | Segundo sábado de mayo               |
| Viver                        | Tercer domingo de mayo               |
| Torás                        | Tercer sábado de junio               |
| Casinos                      | Último domingo de junio              |
| Vall de Almonacid            | Primer domingo de junio              |
| Castellnovo                  | Primer martes después de la Asunción |
| Jérica                       | Primer sábado de septiembre          |
| Beniarrés                    | Primer sábado de septiembre          |
| Cárrica                      | Último domingo de septiembre         |
| Rosario de antorchas         | La noche del 7 de septiembre         |
| Fiesta oficial del Santuario | 8 de septiembre                      |
| Fiesta de la Patrona         | 11 de septiembre                     |
| Albalat dels Tarongers       | Tercer domingo de septiembre         |
| Segorbe                      | Primer sábado/domingo de octubre     |
| Soneja                       | Segundo domingo de octubre           |

### Asociaciones de Romeros
- Asociación Alturana de romeros de la Cueva Santa.
- Asociación de romeros de Segorbe.
- Asociación de Doncellas Segorbinas Virgen de la Cueva Santa.